# Gemini 9
Gemini 9 (GT-9, auch Gemini 9A) war ein bemannter Weltraumflug im Rahmen des US-amerikanischen Gemini-Programms.

## Tod der Originalmannschaft
Am 8. November 1965 gab die NASA die Besatzung für die Mission Gemini 9 bekannt. Da der Flug von Gemini 6 verschoben worden war, waren damit erstmals vier Gemini-Mannschaften (Flüge 6 bis 9) gleichzeitig im Training.
Als Kommandant wurde Elliot See ausgewählt. Er gehörte zur zweiten Astronautengruppe und war zuvor in der Ersatzmannschaft von Gemini 5. Als Pilot wurde Charles Bassett aus der dritten Astronautengruppe nominiert. Die Ersatzmannschaft bestand aus Tom Stafford, dessen erster Weltraumflug mit Gemini 6 im Dezember 1965 stattfinden sollte, und Eugene Cernan, der noch keine Weltraumerfahrung hatte.
Am 28. Februar 1966 flogen die Haupt- und die Ersatzmannschaft von Gemini 9 in zwei T-38 Talon nach St. Louis zu McDonnell, dem Hersteller der Gemini-Raumschiffe. See steuerte das führende Flugzeug mit Bassett als Kopilot. Bei schlechter Sicht verfehlte See die Landebahn des Flughafens St. Louis, nach einer in niedriger Höhe absolvierten Platzrunde streifte er das Dach des Gebäudes 101 der McDonnell Corp. und es kam zum Absturz. See und Bassett waren sofort tot. In dem Gebäude 101 befanden sich u. a. die Raumschiffe für die Missionen Gemini 9 und Gemini 10. Ein Untersuchungsausschuss von sieben Personen unter Leitung von Alan Shepard verwies zwar auf die widrigen Witterungsbedingungen am Unfalltag, gab als Ursache aber letztlich einen Pilotenfehler durch See an.
Nach dem Tod von Theodore Freeman war dies das zweite Mal, dass US-amerikanische Astronauten während der Ausbildung bei einem Flugzeugabsturz ums Leben kamen.

## Vorbereitung

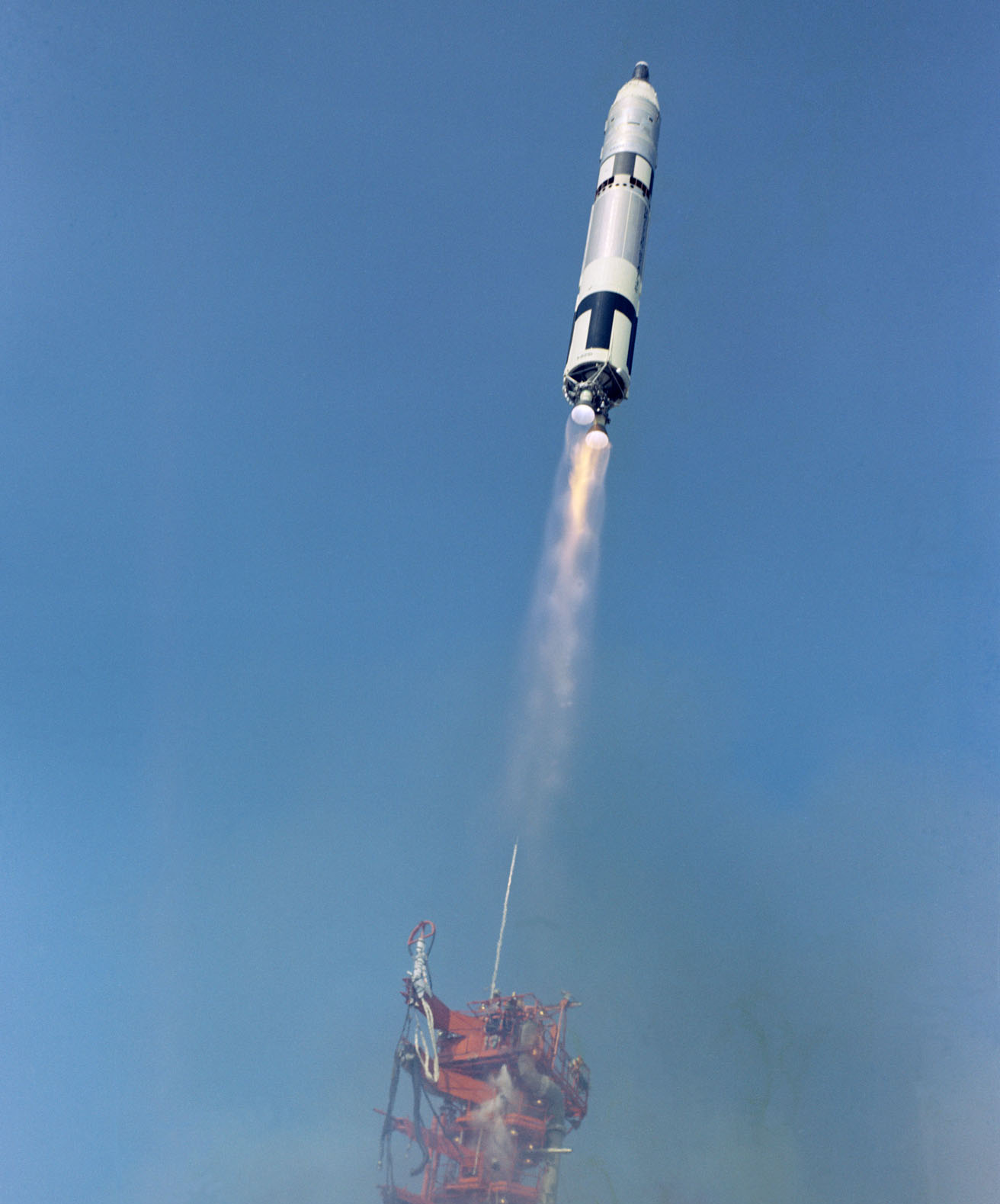
Gemini-9-Start

Zum ersten Mal im US-amerikanischen Raumfahrtprogramm musste die Ersatzmannschaft ein Raumschiff übernehmen. Die Flugvorbereitungen wurden dadurch nicht verzögert. Somit wurde Stafford der erste Astronaut, der zu einem zweiten Gemini-Einsatz kam.
Neue Ersatzmannschaft wurde die bisherige Ersatzmannschaft von Gemini 10: Jim Lovell, der gerade den Rekordflug von Gemini 7 hinter sich gebracht hatte, und Edwin Aldrin.
Diese beiden übernahmen zusammen mit Neil Armstrong und Richard Gordon die Rolle der Verbindungssprecher (Capcom). Neil Armstrong war zuvor Kommandant von Gemini 8, Gordon war für Gemini 11 vorgesehen.
Für Gemini 9 war, wie zuvor für Gemini 8, geplant, dass das Raumschiff an eine zuvor gestartete Agena-Stufe ankoppeln sollte. Ebenso war ein Weltraumausstieg von Cernan geplant.
Nachdem im März der Flug von Gemini 8 wegen einer verklemmten Steuerdüse abgebrochen werden musste, wurde das Raumschiff Gemini 9 genau untersucht. Dabei wurden einige Probleme behoben und neue Sicherheitsmaßnahmen eingeführt.
Am 17. Mai 1966 wurde der Agena-Zielsatellit gestartet, doch schon nach wenigen Minuten verlor die Flugleitung die Kontrolle, der Flugkörper stürzte ins Meer. Offenbar hatte die Atlas-Rakete nicht richtig funktioniert, wie schon bei Gemini 6.
Die Mission wurde in Gemini-9A umbenannt und ein neuer Start eines vereinfachten Zielsatelliten ATDA (Augmented Target Docking Adapter) auf den 1. Juni ohne eigene Agena-Stufe angesetzt. Zwar konnte dieser Satellit in die Erdumlaufbahn gebracht werden, aber Telemetriedaten zeigten Probleme mit der Verkleidung des Dockingadapters an.
Stafford und Cernan waren startbereit in ihrem Raumschiff, aber kurz vor der Zündung musste der Start abgebrochen werden, weil benötigte Daten von der Bodenstation nicht zum Raumschiff gesendet werden konnten. Für Stafford war dies der vierte abgebrochene Start.

## Flugverlauf

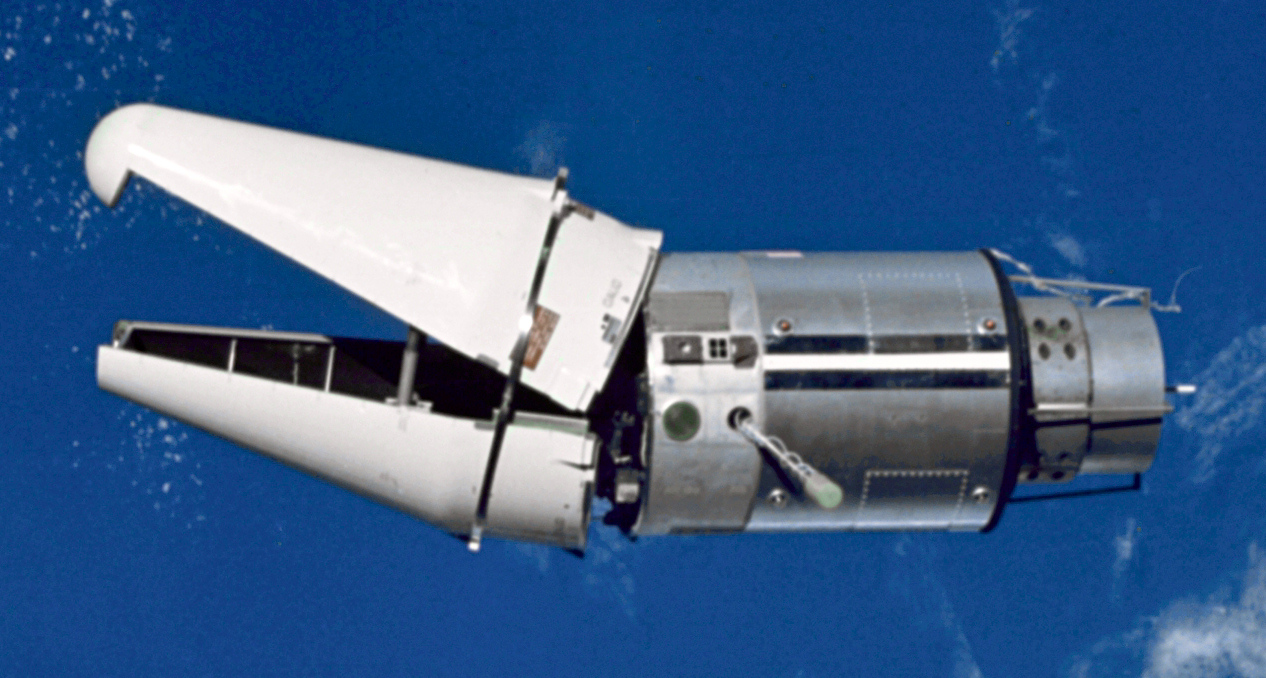
Nicht komplett geöffnete Kopplungsstufe (The angry alligator)

Zwei Tage später, am 3. Juni 1966 hob Gemini 9 ab. Nach vier Stunden wurde ein Rendezvous mit dem ATDA durchgeführt, aber die Verkleidung des Nasenkonus hatte sich tatsächlich nur teilweise gelöst. Der Astronaut Stafford beschrieb den Anblick mit den Worten: „It looks like an angry alligator out here rotating around“. Es stellte sich heraus, dass bei der Endmontage aufgrund ungenügender Dokumentation einige Sicherungsbänder falsch befestigt worden waren. Eine manuelle Durchtrennung durch Cernan während seines Weltraumspaziergangs, wie sie Edwin Aldrin vorgeschlagen hatte, wurde als zu gefährlich verworfen, so dass auf eine Kopplung verzichtet werden musste. Trotzdem führte Gemini 9 drei verschiedene Arten von Rendezvous durch, was die primären Missionsziele erfüllte.
Am dritten Tag verließ Cernan als dritter Mensch das Raumschiff und bewegte sich frei im Weltall. Sich in der Schwerelosigkeit zu bewegen stellte sich als äußerst schwierig heraus. Die am Raumschiff montierten Handgriffe und Klettbänder waren nicht ausreichend, und für viele Arbeiten fehlte Cernan eine freie Hand. Nach einer Stunde begann sein Visier zu beschlagen, was die Arbeiten noch mehr verzögerte. Nach etwa zwei Stunden kehrte Cernan in das Raumschiff zurück, ohne alle Aufgaben durchgeführt zu haben, vor allem war er nicht dazu gekommen, die Astronaut Maneuvering Unit mit eigener Sauerstoffversorgung und Funkeinheit zu testen. Immerhin hatte Cernan mit 128 Minuten einen neuen Rekord aufgestellt, er empfand den Außenbordeinsatz als „Weltraumspaziergang durch die Hölle“ (Eugene Cernan).

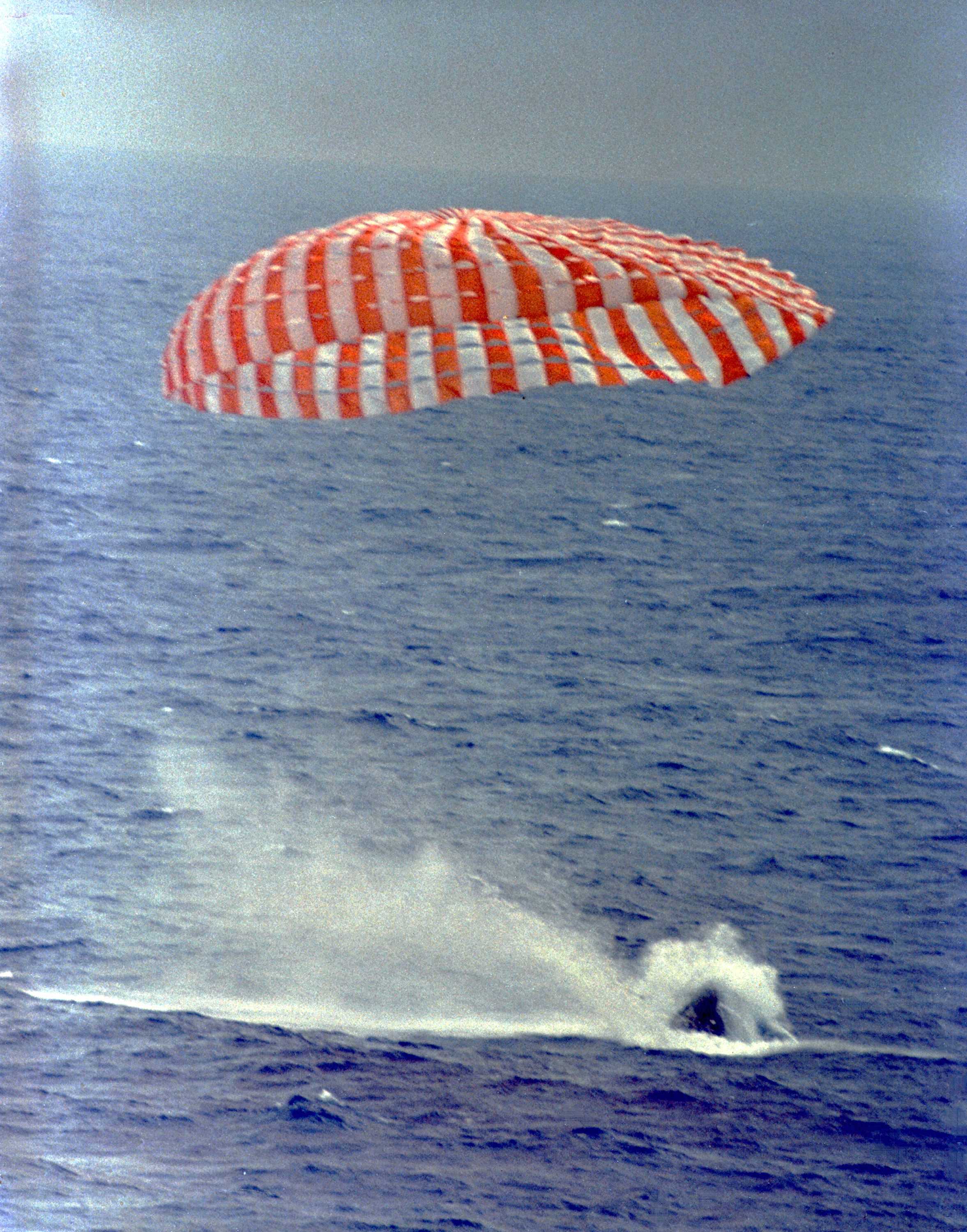
Gemini 9 – Wasserung

Nach drei Tagen zündete Gemini 9 die Bremsraketen für den Wiedereintritt. Die Wasserung erfolgte im Atlantik, nur 0,7 km vom Zielpunkt entfernt, was zu dem angenehmen Nebeneffekt führte, dass die Kapsel während der Wasserung fotografiert werden konnte, die einzige bemannte Gemini-Mission, bei der dies möglich war. Der Aufschlag war relativ hart, weil die Landekapsel zusätzlich seitlich von einer Welle getroffen wurde. Die Astronauten bemerkten Wasser im Innenraum, doch es handelte sich nicht um ein Leck, sondern um eine gebrochene Wasserleitung in der Kapsel. Stafford und Cernan wurden mit der Kapsel an Bord der Wasp gehievt.

## Bedeutung innerhalb des Gemini-Programms
Gemini 9 hatte zwar mehrere erfolgreiche Rendezvous und viele wissenschaftliche Experimente durchgeführt, letztendlich blieben aber vor allem die Fehlschläge in Erinnerung: das misslungene Docking und der abgebrochene Außenbordeinsatz. Beide Aufgaben sollten nur sechs Wochen später von Gemini 10 erneut angegangen werden.